# غينيفيف لابورت
غينيفيف لابورت (بالفرنسية: Geneviève Laporte)‏ (1926، باريس في فرنسا - 30 مارس 2012 في فرنسا)؛ رسامة، عارضة، كاتِبة وشاعرة فرنسية.